# 1874
Het jaar 1874 is het 74e jaar in de 19e eeuw volgens de christelijke jaartelling.

## Gebeurtenissen
januari
- 1 - Afschaffing van de 'differentiële rechten' in Nederlands-Indië, dat wil zeggen dat de in- en uitvoerrechten gelijk worden voor Nederlanders en buitenlanders. Minister van Koloniën Fransen van de Putte verwezenlijkt hiermee een belangrijk liberaal programmapunt.
- 1 - New York annexeert de Bronx.
- 1 - In Suriname wordt het metriek stelsel ingevoerd.
- 3 - Staatsgreep in Spanje brengt generaal Serrano weer aan de macht in de Eerste Spaanse Republiek.
- 24 - De Nederlandse expeditie neemt de kraton van Atjeh in. De jonge sultan en zijn entourage blijken haar al in de nacht te hebben verlaten.

februari
- 5 - Britse troepen veroveren en plunderen Kumasi, de hoofdstad van het Ashantirijk.
- 12 - Generaal van Swieten verklaart dat door het recht van overwinning Atjeh Nederlands is geworden.
- 20 - De conservatieve leider Benjamin Disraeli wordt eerste minister van het Verenigd Koninkrijk.

maart
- 22 - Een zware storm overstroomt de nog in aanleg zijnde Groningse Westpolder, waarbij 13 mensen verdrinken. De loodskotter Eems no. 1 vergaat tijdens deze storm ten noorden van Schiermonnikoog. 5 doden.

april
- 15 - Begin van de Eerste tentoonstelling van de impressionisten in de fotostudio van Félix Nadar aan de Parijse Boulevard des Capucines.
- 16 - De Vestingwet van minister van Oorlog Gus Weitzel regelt niet alleen de versterking van de Nieuwe Hollandse Waterlinie, maar geeft ook groen licht aan Groningen, Deventer, Zutphen, 's-Hertogenbosch en andere steden om hun vestingwerken neer te halen.

mei
- 16 - Opening van de eerste geregelde bootdienst op New York vanuit Rotterdam met het nieuwe stoomschip W.A. Scholten, het eerste schip van de NV Nederlandsch-Amerikaansche Stoomvaart Maatschappij (NASM), de latere Holland-Amerika Lijn (HAL).
- 21 - Bij het bezoek van koning Willem III aan de nieuwe Noorderhaven van Rotterdam wordt deze omgedoopt in Koningshaven.
- 24 - De NBDS opent de Maasbrug bij Gennep als onderdeel van de spoorlijn Boxtel-Gennep-Goch-Wesel, het zogenaamde Duits lijntje.
- 27 - Een groep van dertien gezinnen vertrekt onder leiding van Gert Alberts uit de Zuid-Afrikaanse Boerenrepublieken voor de Dorslandtrek.

juni
- 2 - De Amerikaanse arts Andrew Still geeft zijn behandelmethode de naam osteopathie.
- 5 - De KSRV Njord opgericht, Nederlandse studentenroeivereniging.
- 10 - Ingebruikname van de spoorlijnen Amsterdam Oosterdok-Hilversum-Amersfoort en Hilversum-Utrecht Maliebaan-Lunetten door de HSM.
- 16 - In Nederland valt het kabinet-De Vries-Fransen van de Putte over de Kiesrechtkwestie.
- 26 - Oprichting van de Vereniging voor Volksvermaken om jaarlijks het Gronings Ontzet te vieren.

augustus
- 15 - Amsterdam krijgt als eerste Nederlandse stad een beroepsbrandweer.
- 21 - België: Overlijden van regeringsleider Barthélémy de Theux de Meylandt. De regering wordt verdergezet onder leiding van Jules Malou.
- 27 - Beëdiging van het kabinet-Heemskerk-Van Lynden van Sandenburg in Nederland.
- 27 - Met de Verklaring van Brussel eindigt een conferentie van vijftien Europese landen over het oorlogsrecht.

september
- 19 - De Wet houdende maatregelen tot het tegengaan van overmatigen arbeid en verwaarloozing van kinderen, beter bekend als het Kinderwetje van Van Houten, wordt van kracht.
- 29 - Het Groot Begijnhof Sint-Amandsberg even buiten Gent wordt in gebruik genomen. Het vervangt het Oud Groot Begijnhof Sint-Elisabeth, dat voor stadsuitbreiding moest wijken.

oktober
- 23 - het sultanaat Darfur wordt geannexeerd door Egypte.

november
- 24 - De Amerikaanse boer Joseph Glidden krijgt patent op het prikkeldraad.
- 25 - De contracten worden getekend voor de aanleg van de Antwerpse Waterwerken.

december
- 10 - Het faillissement wordt uitgesproken over de Bank Du Jardin te Brugge. Een aantal bedrijven in en rond Brugge worden meegesleept in de ondergang van hun huisbank.
- 29 - Generaal Martínez Campos maakt met de "pronunciamiento van Saguntum"  een einde aan de Eerste Spaanse Republiek.

## Muziek
- 22 mei - Eerste uitvoering van de Messa da Requièm van Verdi, op de jaargedachtenis van de dichter Alessandro Manzoni.
- Johann Strauss jr. schrijft de operette Fledermaus
- Pjotr Iljitsj Tsjaikovski componeert zijn Pianoconcert nr 1 (Opus 23)
- Antonin Dvořák componeert zijn Symfonie no. 4 in d
- Arnold Schönberg wordt in Wenen geboren op 13 september.

## Beeldende kunst

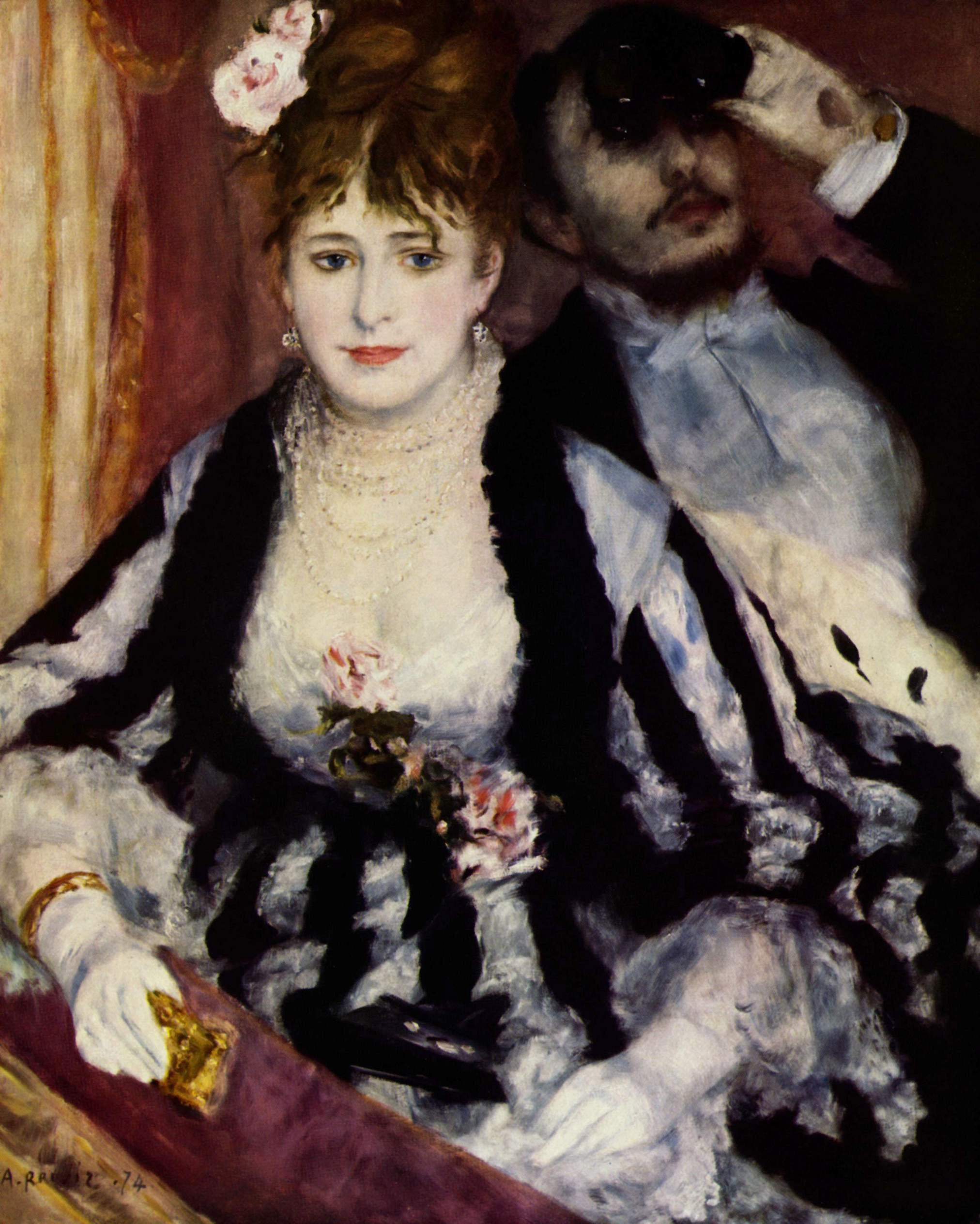
De loge, Pierre-Auguste Renoir
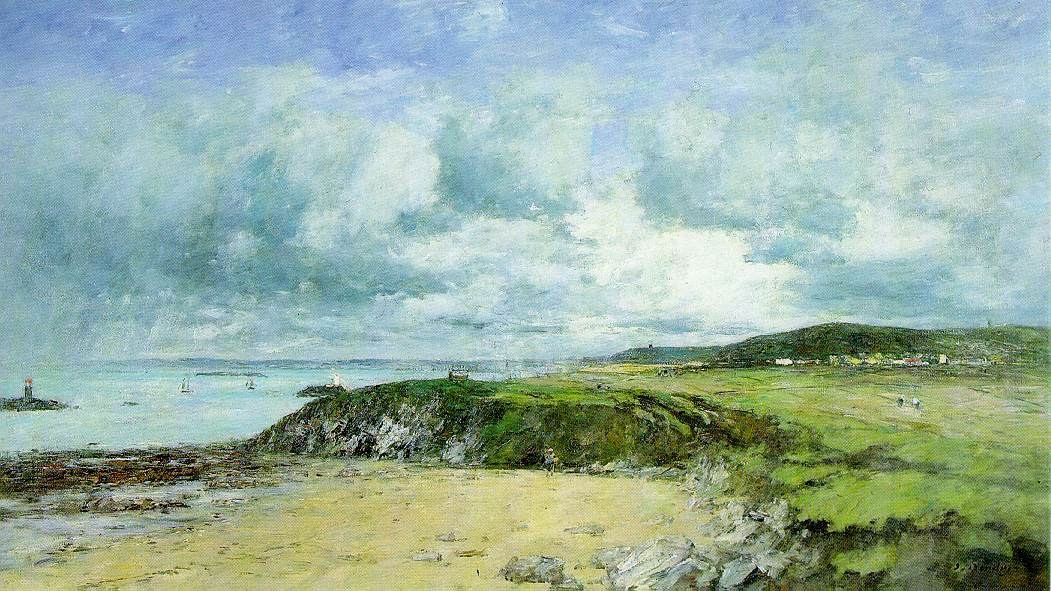
Rivage de Portrieux, Cotes-du-Nord 1874, Eugène Boudin
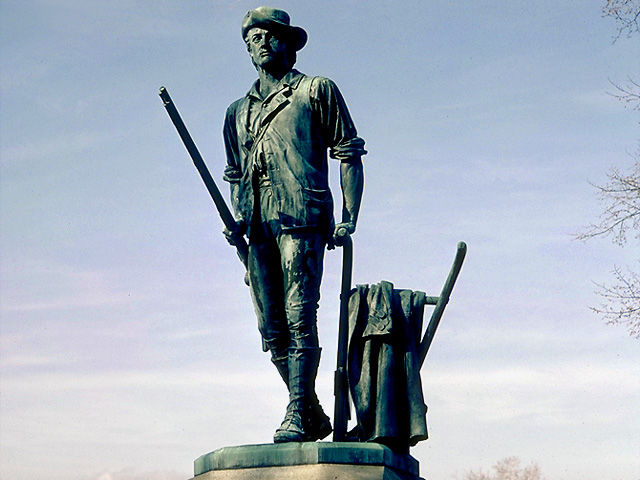
The Minute Man (1874) Daniel Chester French, Concord (Massachusetts)
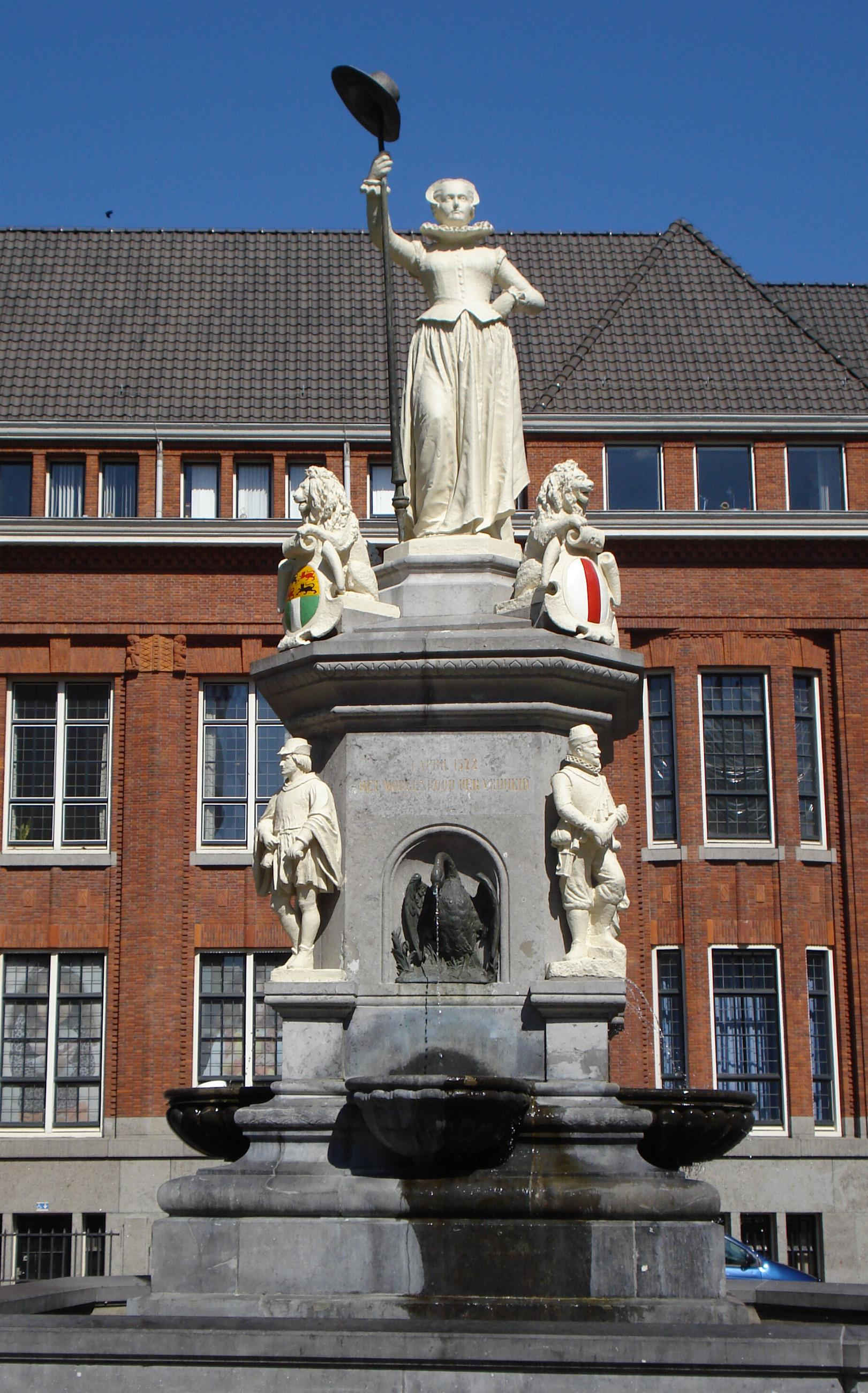
De Maagd van Holland (1874) Joseph Graven, Nieuwemarkt, Rotterdam

## Bouwkunst

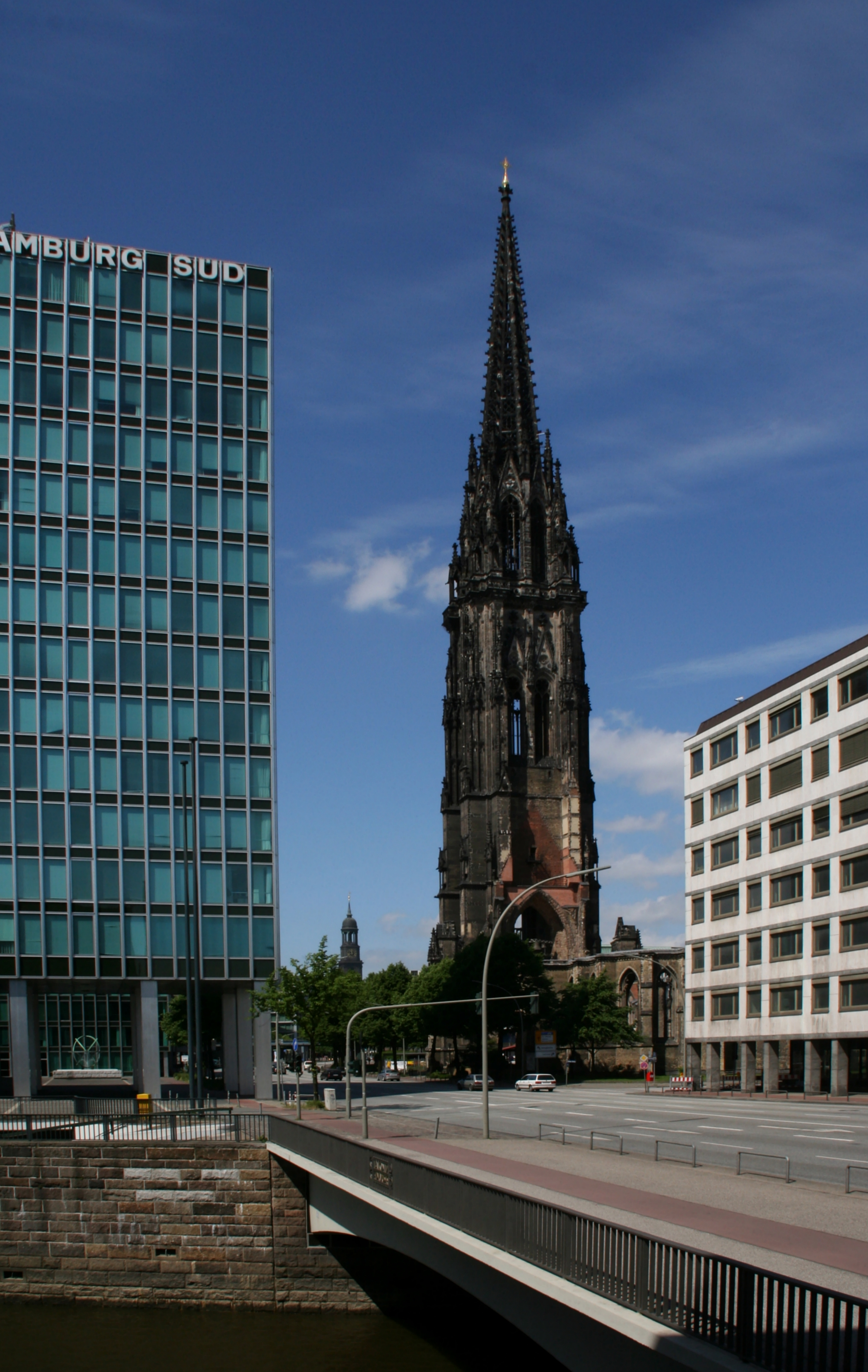
Nikolaiturm, Hamburg (1874) George Gilbert Scott
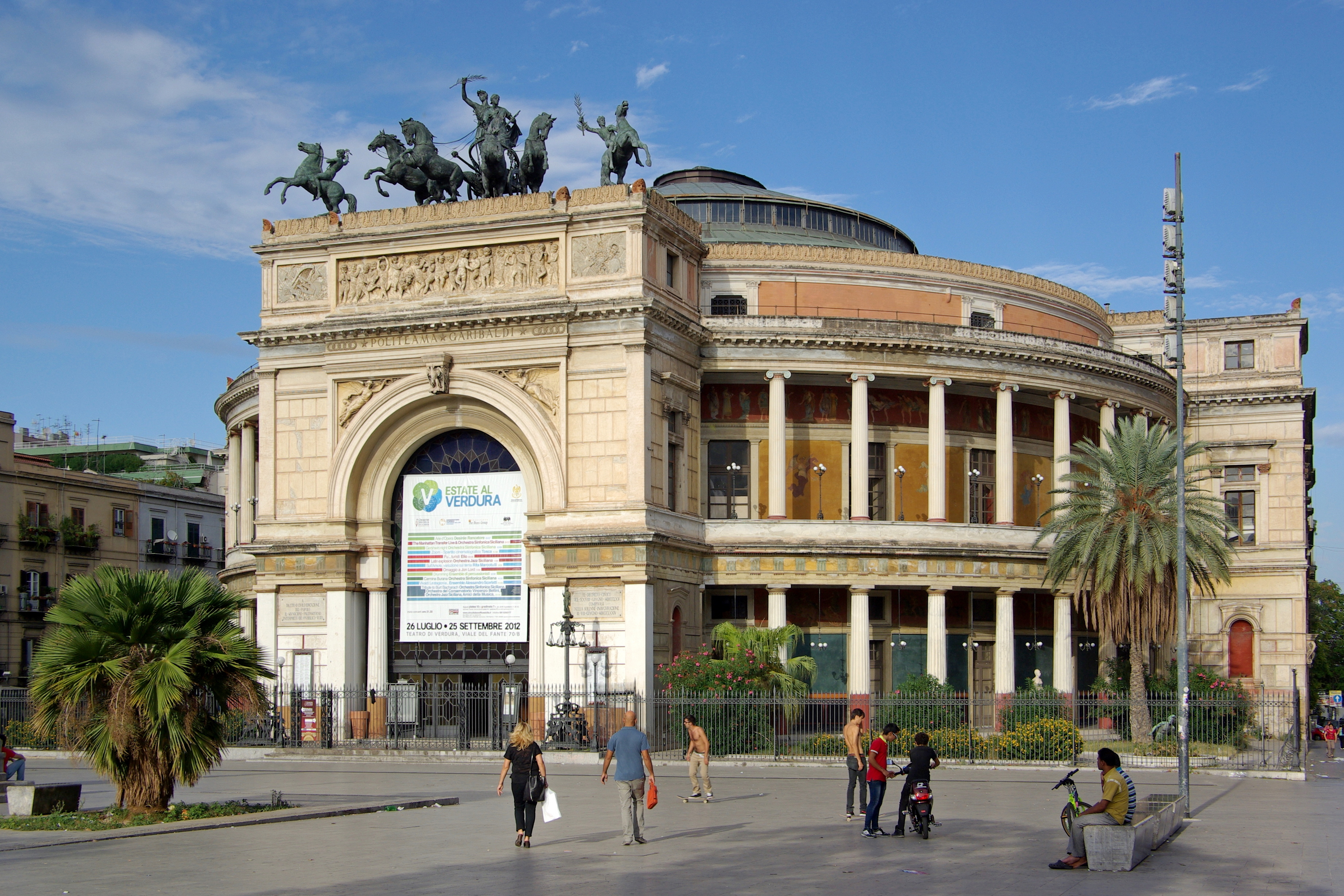
Teatro Politeama, Palermo (1874) Giuseppe Damiani Almeyda

## Geboren

### januari
- 1 - Frank Knox, Amerikaans politicus (overleden 1944)
- 1 - Gustav Whitehead, Duits-Amerikaans luchtvaartpionier (overleden 1927)
- 4 - Josef Suk, Tsjechisch componist (overleden 1935)
- 5 - Joseph Erlanger, Amerikaans fysioloog en Nobelprijswinnaar (overleden 1965)
- 9 - Hendrik Johan Knottenbelt, Nederlands politicus (overleden 1952)
- 13 - Jozef Van Roey, Belgisch kardinaal (overleden 1961)
- 25 - William Somerset Maugham, Brits schrijver (overleden 1965)
- 28 - Mary Tourtel, Brits schrijfster en tekenares, bedenkster van Bruintje Beer (overleden 1948)

### februari
- 1 - Hugo von Hofmannsthal, Oostenrijks symbolistisch schrijver (overleden 1929)
- 3 - Gertrude Stein, Amerikaans dichteres en schrijfster, geestelijk moeder van "The Lost Generation" (overleden 1946)
- 11 - Elsa Beskow, Zweeds schrijfster en illustrator van jeugdboeken (overleden 1953)
- 13 - Hendrik Spiekman, Nederlands letterzetter, journalist en politicus (overleden 1917)
- 21 - Albertus Zijlstra, Nederlands onderwijzer, journalist en politicus (overleden 1964)
- 23 - Konstantin Päts, president van Estland (overleden 1956)

### maart
- 5 - Arthur van Schendel, Nederlands schrijver (overleden 1946)
- 13 - Ellery Clark, Amerikaans atleet (overleden 1949)
- 14 - Anton Philips, Nederlands industrieel (overleden 1951)
- 15 - Oishi Wasaburo, Japans meteoroloog en esperantist (overleden 1950)
- 17 - Herman Hana, Nederlands kunstenaar (overleden 1952)
- 22 - Gerard Gratama, Nederlands kunstschilder en -criticus (overleden 1965)
- 24 - Luigi Einaudi, Italiaans president (overleden 1961)
- 24 - Harry Houdini, Amerikaans boeienkoning en illusionist (overleden 1926)
- 26 - Robert Frost, Amerikaans dichter en toneelschrijver (overleden 1963)

### april
- 9 - Albin Lermusiaux, Frans atleet (overleden 1940)
- 16 - Ludo van Bronkhorst Sandberg, Nederlands staatsraad (overleden 1940)
- 25 - Guglielmo Marconi, Italiaans natuurkundige (overleden 1937)

### mei
- 4 - Frank Conrad, Amerikaans elektrotechnicus, uitvinder en radio-pionier (overleden 1941)
- 6 - Nikolaj Berdjajev, Russisch cultuur- en godsdienstfilosoof (overleden 1948)
- 9 - Howard Carter, Engels archeoloog (overleden 1939)
- 12 - Jan Krijger, Nederlands politicus (CHU/VCH) (overleden 1951)
- 22 - Erhard Auer, Beiers politicus en SPD-partijvoorzitter (overleden 1945)
- 27 - Nelly Bodenheim, Nederlands kunstenares (overleden 1951)
- 29 - Gilbert Keith Chesterton, Engels schrijver (overleden 1936)

### juni
- 18 - George Tupou II, 2e koning van Tonga (overleden 1918)
- 19 - Peder Oluf Pedersen, Deens ingenieur en natuurkundige (overleden 1941)
- 25 - Willem Anton Engelbrecht, Nederlands ondernemer en bestuurder (overleden 1965)

### juli
- 9 - Gauke Kootstra, Nederlands burgemeester (overleden 1942)

### augustus
- 8 - Willem van Schaik, Nederlands kunstschilder (overleden 1938)
- 9 - Reynaldo Hahn, Frans componist en dirigent (overleden 1947)
- 10 - Herbert Hoover, 31ste president van de Verenigde Staten (1929-1933; overleden 1964)
- 10 - Antanas Smetona, Litouws politicus (overleden 1944)
- 19 - Catharina Cool, Nederlands mycoloog (overleden 1928)
- 21 - Herman van Karnebeek, Nederlands diplomaat en minister (overleden 1942)
- 21 - Edmund Mortimer, Amerikaans acteur en filmregisseur (overleden 1944)
- 27 - Carl Bosch, Duits scheikundige, ingenieur en Nobelprijswinnaar (overleden 1940)
- 31 - Edward Thorndike, Amerikaans psycholoog (overleden 1949)

### september
- 1 - Jeanne Reyneke van Stuwe, Nederlands schrijfster; echtgenote van Willem Kloos (overleden 1951)
- 2 - Frans Drion, Nederlands Kamerlid (overleden 1948)
- 13 - Arnold Schönberg, Oostenrijks-Amerikaans componist (overleden 1951)
- 23 - Francis Lane, Amerikaans atleet (overleden 1927)

### oktober
- 18 - Peter O'Connor, Iers atleet (overleden 1957)
- 24 - Rafael Palma, Filipijns minister en senator (overleden 1939)

### november
- 4 - Duifje Schuitenvoerder, Nederlands zangeres (overleden 1942)
- 9 - Cyril Deverell, Brits maarschalk (overleden 1947)
- 15 - August Krogh, Deens zoöfysioloog en Nobelprijswinnaar (overleden 1949)
- 23 - George Buff, Nederlands atleet (overleden 1955)
- 24 - Charles William Miller, Braziliaans voetballer (overleden 1953)
- 27 - Chaim Weizmann, Israëlisch politicus; 1e president van Israël (1949-1952; overleden 1952)
- 28 - António Egas Moniz, Portugees neuroloog en Nobelprijswinnaar (overleden 1955)
- 30 - Winston Churchill, Brits staatsman (overleden 1965)

### december
- 1 - Luís María Guerrero, Filipijns kinderarts, hoogleraar en decaan (overleden 1950)
- 17 - William Lyon Mackenzie King, Canadees staatsman (overleden 1950)
- 18 - Frank Salisbury, Engels kunstschilder en glaskunstenaar (overleden 1962)
- 22 - Franz Schmidt, Oostenrijks componist, cellist en pianist (overleden 1939)
- 26 - Rosa Albach-Retty, Oostenrijks actrice (overleden 1980)
- 28 - Jacques Feyerick, Belgisch atleet (overleden 1955)
- 29 - François Brandt, Nederlands roeier (overleden 1949)

### exacte datum onbekend
- Harry Reed, Brits wielrenner, motorcoureur, constructeur en ondernemer (overleden 1951)

## Overleden
januari
- 14 - Philipp Reis (40), Duits onderwijzer en uitvinder
- 24 - Martelaren van Podlachië

februari
- 23 - Maria Louise van Bourbon-Sicilië (19), prinses van Beide Siciliën

maart
- 2 - Neil Arnott (85), Schots geneesheer
- 3 - Lucas Homan (56), Nederlands burgemeester
- 6 - Louise Rasmussen (58) alias Gravin Danner, derde echtgenote van koning Frederik VII van Denemarken
- 8 - Millard Fillmore (74), dertiende president van de Verenigde Staten
- 10 - Moritz Hermann von Jacobi (72), Duits natuurkundige en ingenieur

april
- 13 - James Bogardus (74), Amerikaans uitvinder en architect
- 26 - Eduard Wenckebach (60), Nederlands fabrikant en telegrafiepionier

mei
- 2 - Mark John Currie (78), Brits militair en Australisch pionier

juni
- 26 - Frederik Allard Ebbinge Wubben (82), Nederlands burgemeester en notaris

oktober
- 26 - Peter Cornelius (49), Duits componist en dichter

december
- 7 - Konstantin von Tischendorf (59), Duits theoloog
- 9 - Johannes Bosscha sr. (77), Nederlands staatsman

datum onbekend
- Thomas Bannister (circa 75) - Brits militair en ontdekkingsreiziger in West-Australië